# 殺人理論
《殺人理論》（英語：Kill Theory）是一部2009年的恐怖驚悚片，由克里斯·摩爾執導，是他的導演處女作，由凱利·C·帕爾默編劇。

## 剧情
一個不知名的人正坐在精神病醫生的辦公室裡，從精神病院被釋放出來。他的醫生（唐·麥克馬納斯飾）講述了這個人如何在一次登山探險中犧牲了他的三個朋友，切斷了他們的登山繩索以拯救自己。儘管該男子堅稱任何處於他處境的人都會做出殺人求生的決定，但醫生解釋說，由於行為良好且對造成死亡的明顯悔恨，該男子將被釋放並定期進行精神病學評估。
與此同時，布倫特（泰迪·鄧恩飾）和他的女友安伯（里亞恩·杜茲奇飾）、其他情侣邁克爾（派翠克·弗魯格飾）和珍妮弗（安尼斯·布魯克納飾）、卡洛斯（迪奧·羅西飾）和妮科尔（斯特菲·維肯思飾）以及他们的朋友弗雷迪（丹尼爾·法蘭賽斯飾）一起前往他父親的湖邊別墅。到達後，他們驚訝地發現布倫特的繼妹亚历克丝（塔琳·曼寧飾) 一直住在那裡。布倫特和亚历克丝爭論不休，但其他人說服布倫特讓她留下來。安頓下來後，安伯提到了一個未指明的事件，暗示她和迈克尔曾一度很親密，但迈克尔很快就把這個話題撇在一邊。众人一直喝到深夜，直到每個人都上床睡覺。卡洛斯和妮科尔決定睡在外面的門廊上。卡洛斯喝得酩酊大醉，立刻昏了過去。當妮科尔走進廚房去拿飲料時，她被一個不知名的男人襲擊了。
一段時間後，妮科尔的屍體從窗戶扔到弗雷迪身上，弗雷迪的尖叫聲驚動了其他人。众人惊慌失措，后来註意到“電視”這個詞刻在妮科尔的肚子上。众人觀看了一段影片，影片顯示妮科尔被遞上一把上膛的槍，並被告知要射殺卡洛斯以求生存。妮科尔拒絕了，而是將槍對準了襲擊她的人，後者制服了她並割開了她的喉嚨。神秘人然後通過對講機向众人解釋，早上6點到來时，只有一人可以活著，否則他們都會死。神秘人還解釋說，妮科尔得到了與他們相同的選擇，即為生存而殺戮，但她失敗了。众人共同決定把自己關在屋子裡，发现他們的手機壞了，卡洛斯決定朝船跑去，取回放在鑰匙箱裡的槍。布倫特跟著他，他們發現船已經沉沒了，但布倫特還是找回了槍。注意到附近有一把斧頭，卡洛斯跑去拿它，但卻被一個巨大的捕熊陷阱困住了。布倫特開始幫助他，但在聽到有人從附近的樹上走近後，他離開卡洛斯回到屋子裡，告訴其他人卡洛斯已被殺。
當弗雷迪開始對他們的處境變得歇斯底里時，纏著繃帶的卡洛斯來到了房子裡。儘管幾乎沒有意識，卡洛斯還是能夠告訴珍妮弗布倫特離開了他。珍妮弗設法把槍從布倫特手裡拿下來交給邁克爾，邁克爾不再相信布倫特。儘管布倫特抗議並猜测麵包車可能藏有炸弹，但众人还是決定必須嘗試乘坐麵包車離開，以便將卡洛斯送往醫院。亚历克丝離開房子，成功地將車開到房子的前門，讓每個人都上了車。然而，在開車離開房子時，道釘把所有的輪胎都刺壞了。神秘人迅速射出裝配好的汽油氣球，這些氣球破裂后汽油洒满貨車，然后告訴众人沒有逃脫的餘地，他們需要在接下來的60秒內犧牲一個人，否則他們都會被活活燒死。布倫特將受傷的卡洛斯推出車外，卡洛斯頭部中彈。
众人陷入恐慌，布倫特跑進森林，丟下安伯，留下她和邁克爾、珍妮弗和弗雷迪一起回到家裡。亚历克丝試圖騎著摩托車逃跑，但差點被槍殺，于是逃向了湖邊。當布倫特穿過森林時，他遭到了神秘人的襲擊，但他答應殺死其他人而得以倖免。布倫特隨後攻擊亚历克丝，將她淹死在湖中。他迅速回到屋子，並向弗雷迪撒謊說他們都可以乘船逃脫，從而說服弗雷迪把槍從邁克爾身上拿下來。弗雷迪從邁克爾手中奪回了槍，但在意識到布倫特在撒谎並打算開槍射擊所有人後，他最終射殺了布倫特。弗雷迪隨後強迫安伯離開房子，然後試圖對邁克爾和珍妮弗做同樣的事情。邁克爾試圖與歇斯底里的弗雷迪講道理，但布倫特很快就用一根火钳刺穿了弗雷迪的頭部，原来布伦特并未被杀死。邁克爾和珍妮弗跑進地下室，但隨後被布倫特堵在了牆角。當布倫特准備射殺他們時，安伯回來並用鐵鍬將他打死。邁克爾和珍妮弗回到樓上，留下震驚的安伯在地下室。最終，她在包裡發現了兇手放的一把槍，不情願地把槍對準了珍妮弗，而珍妮弗則持有另一把槍。兩個女孩為邁克爾發生爭執，安伯承認了她對他的愛。珍妮弗朝安伯的腹部開了一槍，這讓邁克爾非常震驚。
意識到時間將近早上6點，兇手正在接近房子，邁克爾和珍妮弗帶著昏迷不醒的安伯逃進了地下室。在地下室，他們躲藏起來並試圖在兇手下樓時射殺他，但事實證明兇手是亚历克丝，她早些時候從布倫特的襲擊中倖存下來。在珍妮弗絕望地轉向邁克爾之前，亚历克丝很快死於槍傷，刺傷了他的肚子。邁克爾告訴珍妮弗他願意為她而死，但在她殺死他之前，安伯襲擊了珍妮弗並將她勒死。安伯爬到邁克爾身邊，打算陪他到最後。當時鐘敲響六點，神秘人走近時，邁克爾為了救安伯而自殺。當神秘人經過時，安伯說她永遠不會像他一樣，儘管他表示懷疑，但他讓她活著並離開了房子。
兇手在精神病醫生辦公室留下語音郵件，說他已經證明了他的理論，即絕望的人會求助於謀殺，攝像機順著一張照片平移，顯示布倫特是醫生的兒子。凶手笑着说他现在已经找到了要写的书的结尾。